# Divlji ječam
Divlji ječam ili stoklasa (lat. Hordeum murinum) vrsta je trave i bliski rođak kultiviranog ječma (Hordeum vulgare).

## Pregled
Hordeum murinum dosta je raširen i čest. Cvate od svibnja do srpnja uglavnom u obalnim područjima. 
Može narasti do 30 cm visine, a njegovi nerazgranati klasovi mogu doseći 10 cm dužine. Daje male, suhe oraščiće, a listovi mu mogu biti široki 8 mm, s kratkim, tupim ligulama.
Jednogodišnja je zimska vrsta čije sjeme klija i razvija se u proljeće. Također se naziva zidni ječam i tetraploidan je. Razlikuje se od ostalih vrsta roda zbog svoje morfologije i molekularne genetike. Također se razlikuje po preprekama koje ima sa svojtama Hordeum kada je u pitanju njegova sposobnost križanja s drugim vrstama.

## Zahtjevi rasta
Hordeum murinum complex je najrasprostranjeniji od svih ostalih vrsta Hordeuma. Središte rasprostranjenosti H. murinum je u području Sredozemlja, srednje Europe, zapadne Azije i sjeverne Afrike. Veća količina suhog materijala nastaje uz srednje oborine i bolji raspored. Padaline su najvažniji čimbenik u proizvodnji sjemena ove vrste. U godinama koje su sušnije s ranim ili kasnim oborinama nema šanse za ponovnu sjetvu ove vrste. Vrsta koristi veći dio svojih reproduktivnih resursa za proizvodnju sjemena, što joj omogućuje prilagodbu na različite vodene uvjete. Kontrola količine sjetve pogoduje visokokvalitetnoj niti ječma. Sjetvena norma zidnog ječma povećava se s povećanjem proizvodnje sjemena i krme. To pomaže u dobivanju idealne i održive stočne hrane i prinosa sjemena na pašnjacima Jordana. Visina biljke i sadržaj bjelančevina ne odgovaraju količinama sjetve, ali visina biljke i sadržaj bjelančevina variraju s godinama. Anatomske karakteristike lisnih ploški razlikuju se među svojtama. Ovu korovnu vrstu, zajedno sa zečjim ječmom i glatkim ječmom, može biti teško kontrolirati.

## Podvrste
Jedna podvrsta je Hordeum murinum ssp. leporinum, poznat kao zečji ječam, mišji ječam i ječmena trava. Ova podvrsta raste u čupercima od 10 to 40 cm u visinu, a cvjetovi su mu pričvršćeni za grane, a ne za glavnu os. Porijeklom je iz mediteranske regije u blizini kontinentalne, oceanske i hladnije klime, kao i iz sjeverne Afrike i umjerene Azije, a široko je naturaliziran drugdje. Prvi put ju je kao punu vrstu H. leporinum objavio Johann Heinrich Friedrich Link 1834. godine. Godine 1882. ponovno je opisana kao podvrsta H. murinum Giovannija Arcangelija, iako ga danas neki autoriteti održavaju na razini vrste.
Druga podvrsta je H. m. ssp. glaucum. Pojavljuje se u toplijim klimama mediteranskog područja.
Gore navedene podvrste razlikuju se prvenstveno zbog broja kromosoma, morfologije klasića i geografske distribucije. H. leporinum je dominantniji u područjima gdje je količina oborina veća od 425 mm. H. glaucum je dominantniji u semiaridnim regijama gdje je padalina manje od 425 mm.
Unutar Hordeuma postoje 2 podroda i 4 odjela s 4 različita genotipa. Klada koja je sestrinski takson H. murinum je H. bulbosum i H. vulgare.

## Uporaba
Iako se H. murinum smatra teškim korovom na poljima usjeva žitarica, koristan je za ishranu životinja koje pasu. Također je glavni izvor krme za stočarsku proizvodnju u područjima s deficitom vode.

## Kulturni značaj
U Engleskoj krajem 20. stoljeća među djecom se biljka kolokvijalno nazivala eng. Flea Dart – Strelica za buhe, zbog aerodinamičnog oblika njezine sjemenke i lisnih uši koje su često prisutne u njoj u nezrelom stanju. U Kini je podvrsta leporinum čest sastojak zalogaja qīngtuán za proljetni Festival Qingming.